# Melosirales
Melosirales, podrazred alga kremenjašica, dio razreda Coscinodiscophyceae. Sastoji se od pet porodicasa 154 taksonomski priznate vrste

## Porodice
1. Hyalodiscaceae R.M.Crawford in F.E. Round, R.M. Crawford & D.G. Mann 1990
2. Melosiraceae Kützing, 1844
3. Orthoseiraceae R.M.Crawford in Round & al., 1990
4. Pseudopodosiraceae (Sheshukova) Glezer
5. Spinosiraceae T.F.Kozyrenko & I.V.Makarova, 1997

## Drugi projekti
|  | Zajednički poslužitelj ima još gradiva o temi Melosirales |
|  | Wikivrste imaju podatke o taksonu Melosirales             |